# 麥·森姆
麥·森姆（英語：Matt Sim，1988年4月18日—），是一名澳洲職業足球員，司職左閘，現效力澳職球會中岸水手。
雖然他擔任後防位置，但在2014年澳洲足總盃對棕櫚灘鯊魚的賽事中為球隊獨取4球，入球能力驚人。

## 外部連結
- 中岸水手官網 球員資料（页面存档备份，存于）
- soccerway的中岸水手資料庫（页面存档备份，存于）